# اوسینو با
اوسینو با (انگلیسی: Ousseynou Ba؛ زادهٔ ۱۱ نوامبر ۱۹۹۵) بازیکن فوتبال اهل سنگال است.
از باشگاه‌هایی که در آن بازی کرده است می‌توان به باشگاه فوتبال المپیاکوس اشاره کرد.
وی همچنین در تیم ملی فوتبال سنگال بازی کرده است.